# Ajjub
Ajjub (arab. ايب) – wieś w Syrii, w muhafazie Dara. W 2004 roku liczyła 966 mieszkańców.